# Вильхельмсен, Якуп
Я́куп Норо́й Ви́льхельмсен (фар. Jákup Norðoy Vilhelmsen; род. 30 января 2004 года в Клаксвуйке, Фарерские острова) — фарерский футболист, защитник клуба «КИ», выступающий на правах аренды за «Б68».

## Клубная карьера
Якуп является воспитанником клаксвуйкского «КИ». Во взрослом футболе он дебютировал в составе второй команды родного клуба: 22 августа 2020 года защитник заменил Джулака Якобсена на 77-й минуте матча первого дивизиона против тофтирского «Б68». Всего в своём первом сезоне на взрослом уровне Якуп провёл 8 встреч в рамках первого фарерского дивизиона. В сезоне-2021 он принял участие в 11 матчах первой фарерской лиги. 
В 2022 году защитник впервые вышел на поле в составе первой команды клаксвуйчан, отыграв 3 минуты в победной игре за Суперкубок Фарерских островов с «Б36». В следующем году игрок во второй раз выиграл Суперкубок, сыграв 58 минут в поединке с «Викингуром». 29 мая 2023 года Якуп результативно дебютировал в фарерской премьер-лиге, поразив ворота «ИФ» из Фуглафьёрдура. В первой половине сезона-2024 он провёл 10 матчей за клаксвуйчан в высшем фарерском дивизионе. 11 июля Якуп и ещё два молодых футболиста «КИ» Йоухан Йозефесен и Силас Гор были отданы клубом в аренду коллективам из нижней части таблицы. Защитника арендовал «ЭБ/Стреймур», за который он принял участие в 6 встречах второй половины чемпионата Фарерских островов.
В конце 2024 года «ЭБ/Стреймур» отказался продлевать арендное соглашение, и в итоге «КИ» отправил защитника в аренду клубу «Б68» до конца сезона-2025.

## Международная карьера
В 2018 и 2021—2022 годах Якуп представлял родной архипелаг на юношеском уровне, отыграв в общей сложности 13 встреч. С 2023 года он является членом молодёжной сборной Фарерских островов, приняв участие в 2 матчах в её составе.

## Достижения
«КИ»
- Чемпион Фарерских островов (1): 2023
- Обладатель Суперкубка Фарерских островов (2): 2022, 2023